# José Manteca (astrónomo)
| Asteroides descubiertos: 13 | Asteroides descubiertos: 13 |
| --------------------------- | --------------------------- |
| (68325) Begues              | 23 de abril de 2001         |
| (72037) Castelldefels       | 10 de diciembre de 2000     |
| (95962) Copito              | 19 de noviembre de 2003     |
| (99193) Obsfabra            | 14 de abril de 2001         |
| (134124) Subirachs          | 2 de enero de 2005          |
| (159865) Silvialonso        | 12 de agosto de 2004        |
| (198592) Antbernal          | 3 de enero de 2005          |
| (209540) Siurana            | 23 de octubre de 2004       |
| (223685) Hartopp            | 18 de agosto de 2004        |
| (252470) Puigmarti          | 24 de octubre de 2001       |
| (284029) Esplugafrancoli    | 10 de diciembre de 2004     |

José Manteca, conocido como Pepe Manteca, es un astrónomo español.

## Biografía
Trabaja en el observatorio de Begas cerca de Barcelona en España. El Centro de Planetas Menores lo acredita con el descubrimiento de trece asteroides, realizados entre 2000 y 2006 , incluido uno con la colaboración de Johnny Muñoz.
El Observatorio se dedica al seguimiento de Asteroides, Neos, Cometas, Supernovas y la observación del Sol.